# Henning Jensen (borgmester i Næstved Kommune)
 Der er flere personer med dette navn, se Henning Jensen.
Henning Johannes Jensen (født 21. marts 1946) var borgmester i Næstved Kommune 1988-2011, valgt for Socialdemokraterne.
Han var i 2007 initiativtager til dannelsen af Ny Næstved Kommune i forbindelse med kommunalreformen. Gennem forhandlinger med de omkringliggende kommuner lykkedes det Henning Jensen at danne Region Sjællands arealmæssigt største kommune med 80.000 indbyggere af de tidligere kommuner Næstved, Holmegaard, Fladså, Suså og Fuglebjerg.
Henning Jensen flyttede med sine forældre til Næstved som 1-årig men forlod byen, da han i 1963 fik sin realeksamen fra Lille Næstved Skole, idet han blev optaget som Shipping-elev hos AP Møller i København. Efter endt uddannelse vendte han dog tilbage til Sydsjælland, og han tog en læreruddannelse på Haslev Seminarium, hvorefter han blev ansat på Lindebjergskolen i Næstved. I sine unge år var Henning Jensen en habil håndboldspiller, og som fløjspiller i HG opnåede han at spille i håndboldens 2. division, der dengang var Danmarks næstbedste række.
Henning Jensen blev formand for socialdemokraterne i Næstved i 1972 blot 26 år gammel, og to år efter blev han valgt ind i Næstved Byråd, hvor han har siddet lige siden. Han er med over 20 år på borgmesterposten blandt de borgmestre i Danmark, der er blevet genvalgt flest gange, og på trods af skiftende stemmetal har han ved hvert eneste valg været lokal topscorer og socialdemokratisk stemmemagnet.
Henning Jensen var i en årrække medlem af bestyrelsen i Kommunernes Landsforening, hvor han har været formand for Internationalt Udvalg og derigennem medlem af Regionsrådet under EU.
5. marts 2014 blev han Ridder af Dannebrog.
Henning Jensen er far til miljøminister Magnus Heunicke.
|  | Artiklen om politikeren Henning Jensen (borgmester i Næstved Kommune) kan blive bedre, hvis der indsættes et (bedre) billede. Du kan hjælpe ved at afsøge Wikimedia Commons for et passende billede eller uploade et godt billede til Wikimedia Commons iht. de tilladte licenser og indsætte det i artiklen. |